# Escuela Técnico Profesional de Copiapó
La Escuela Técnico Profesional (ETP) es un establecimiento de enseñanza media de la ciudad de Copiapó (Chile), heredero de la tradición formadora de la Escuela de Minas de Copiapó, creada en 1857. Actualmente, es un centro educativo dependiente de la Fundación Universidad de Atacama, que imparte las modalidades técnico-profesional y científico-humanista..

## Historia
La historia de la Escuela Técnico Profesional de Copiapó se remonta hacia mediados del siglo XIX. Debido a la pujanza de una incipiente industria minera propiciada por el descubrimiento del mineral de Chañarcillo y de otros yacimientos se hace necesario poseer personal calificado en la otrora Provincia de Atacama que enfrentase los nuevos desafíos. Por esta razón, la Junta de Minería de Copiapó decidió crear una institución que formara “peritos instruidos” en el área minera y según el Decreto N°631 del 11 de abril de 1857 se funda el Colegio de Minería.
Al comienzo tuvo una matrícula de 125 personas, 25 de los cuales eran alumnos internos. Al cursar una enseñanza de 3 años en dicha institución se otorgaba el título de Mayordomo de Minas. En 1864, se crea el Liceo de Copiapó, nombrándose rector a don José Antonio Carvajal. Por su parte, el Colegio de Minería quedó reducido a un curso de Matemáticas Superiores, destinado a preparar en cuatro años de estudio a los Ingenieros de Minas, según los programas vigentes en el Instituto Nacional de Santiago, título a que optaban los alumnos egresados después de rendir un examen final en Santiago. En 1875 se autoriza al colegio a tomar este examen en Copiapó y así nombrar los ingenieros en la ciudad, lo que entregaría mayor jerarquía al establecimiento.
Posteriormente el colegio se constituiría en Escuela Práctica de Minas, donde se forjaban los educandos durante 3 años para la obtención del título de Alumno Examinado de la Escuela Práctica de Minería de Atacama. Posteriormente, en el año 1898 se dividirían ambos colegios, Liceo y Escuela Práctica.
En 1903, el director de la Escuela, Casimiro Domeyko, adquiere la Casa Quinta que perteneció a la familia Gallo Goyenechea, conocida como la "Casona de los Gallo" y traslada la escuela desde sus primeras instalaciones en el Liceo de Copiapó a este local, donde sería arrasada por un voraz incendio en el año 1929, lo que acarrearía la pérdida de gran parte del edificio, del internado, sala de máquinas y anexos, además de la valiosa colección mineralógica de un valor inestimable. Gracias a la fervorosa gestión del director de la época, Eduardo Neff Aguirre y al aporte solidario de las compañías mineras más importantes se logró la construcción de un nuevo establecimiento, el que comienza a ser construido en el año 1931. En estos años este establecimiento educacional era conocido como la Escuela de Minas de Copiapó.
En 1947, se dicta el decreto que crea la Universidad Técnica del Estado a la cual la Escuela de Minas pasa a formar parte en 1952.
Luego, la Escuela de Oficios se transformaría en Grado Técnico Profesional, en el año 1969 y posteriormente, en el año 1976 pasó a denominarse Escuela Técnico Profesional, ya que así era conocida por la comunidad. En 1981 al disolverse la U.T.E., la ex sede Copiapó se une junto con los vestigios de la Escuela Normal de Copiapó, disuelta en 1974, para formar la actual Universidad de Atacama.
Esta es la historia de nuestro colegio, actualmente dirigido por don Carlos Ahumada Zepeda y conformado por alumnos que hasta hoy mantienen en alto el nombre de la escuela, a razón de rendimiento y excelentes resultados.

## Especialidades impartidas
Rama industrial
Dentro de la rama Industrial se forman técnicos en dos áreas:
- Área de Minería. Las especialidades de esta área son Explotación Minera y Metalurgia Extractiva.
- Área de Electromecánica.En esta área se forman técnicos en las especialidades Electricidad y Mecánica Automotriz.

Rama comercial
Aquí se forman Técnicos nivel Medio en el Área de Comercio y Administración
Rama humanista
Retomada desde el año 2007, la Escuela Técnico Profesional integró como conmemoración de los 150 años de la escuela, la Área científica, con las sub-Ramas de Biológico y Matemático

## Himno a la Escuela de Minas de Copiapó
Música: Juan Amigo
Letra : Armando Coloma
¡Adelante! Estudiante minero
que tu alma tesoro ya es
alma noble forjada en la escuela
del estudio, esfuerzo y el bien.
De frente al porvenir
tu lema es estudiar
la gloria de vivir
reside en trabajar.
A cantar y que vibre tu vida
en un himno de amor fraternal
y se inflame tu pecho minero
el la lid del trabajo y la paz.
De la veta fecunda de tu alma
donde se anida el más puro ideal
broten siempre estudiante minero
el deber y la verdad.
¡Gloria a ti, oh escuela querida!
templo augusto de gran majestad
en tus alas rebulle el afecto
cual filón de armonía sin par.
De frente al porvenir
tu lema es estudiar
la gloria de vivir
reside en trabajar.
¡PORVENIR: ESTUDIAR: DE VIVIR: TRABAJAR!